# Sigmops
Sigmops is een geslacht van straalvinnige vissen uit de familie van de borstelmondvissen (Gonostomatidae). Het geslacht is voor het eerst wetenschappelijk beschreven in 1883 door Gill.

## Soorten
- Sigmops ebelingi (Grey, 1960)
- Sigmops gracilis (Günther, 1878)
- Sigmops bathyphilus (Vaillant, 1884)
- Sigmops longipinnis (Mukhacheva, 1972)